# Ângelo Custódio Correia
Ângelo Custódio Correia (Cametá, 1804 — a bordo, 25 de junho de 1856) foi um político brasileiro.
Em 1821, com 17 anos de idade, seguiu para a França, onde se formou em Direito em Paris. Filiado ao Partido Conservador, foi deputado geral pelo Pará em três legislaturas (1838, 1842 e 1853), depois foi presidente interino da província do Pará por duas vezes, de 1 de agosto a 12 de setembro de 1850, e de 14 de maio a 31 de julho de 1855.
Faleceu a bordo do navio de regresso a Belém, vítima da cólera que contraíra em Cametá, durante a epidemia ocorrida entre 1855 e 1856. O Imperador D. Pedro II, reconhecendo em Ângelo Custódio Corrêa o exemplo de governante e os relevantes serviços prestados à província durante o episódio, agraciou sua viúva com o título de Baronesa de Cametá.